# Bancarización en Chile
La bancarización en Chile es el proceso de incremento de acceso a los servicios financieros que fue implementado a la par junto a las políticas neoliberales en Chile de fomento a la propiedad privada, iniciado durante la dictadura militar y sostenida durante los gobiernos democráticos, con el fin de que los ciudadanos tuvieran un acceso masivo a la banca y al manejo de sus capitales. Con la aparición de la banca electrónica en el siglo XXI, Chile se convirtió en 2019 en el país más bancarizado de América Latina mediante este medio, convirtiéndose en uno de los países latinoamericanos con mayor inclusión financiera y menos desbancarizados, pudiendo el 98% de la población chilena mayor de 15 años acceder a algún producto financiero bancario. Asimismo, de acuerdo al reporte de la revista económica Global Finance de 2021, seis bancos chilenos se encuentran entre los diez bancos más seguros de América Latina.
La política monetaria de Chile ha sido en las últimas décadas principalmente proteccionista con su soberanía monetaria al interior del país, viéndose reflejada esta situación en las restricciones que imponen las instituciones financieras para abrir una cuenta en otra divisa que no sea el peso chileno (CLP), apoyado principalmente, por la relativa estabilidad económica del país desde comienzos de la década de 1970 en adelante, con cortos periodos de crisis y recesión económicas, principalmente influenciadas por factores externos, tales como la crisis de la deuda latinoamericana en los años 1980 y la crisis financiera asiática en los años 1990. La principal red interbancaria que tiene una cobertura del 100% de las comunas del país es Redbanc, fundada en 1987 y que permite conectar la red nacional de cajeros automáticos y otros medios de pago.
De los 19 bancos establecidos en el país en 2022, quienes se encuentran regulados por la Comisión para el Mercado Financiero (CMF), en un escenario de libre competencia, tan solo uno de ellos es estatal. Dicho banco (BancoEstado) inició en 2007 una política de masificación de las tarjetas de débito, en una época que el acceso a este tipo de tarjetas era más restringido, asociado al movimiento de ciertos montos anuales o a la obtención de una cuenta corriente. Este proceso de apertura de acceso a la banca fue el principal método de bancarización de los estratos socioeconómicos más bajos del país.

## Situación por tipo de cuenta o producto

### Cuentas de ahorro
En 2016, un reporte de la SBIF reveló que existían 17 millones de cuentas de ahorro con 9,9 millones de titulares, es decir, que existe al menos una cuenta por chileno y un 57% del total de la población nacional (según el censo de 2017), poseía una o más cuentas de ahorro. No obstante, según informes emitidos por la misma institución reguladora en 2018, reflejaron que la tendencia de ahorro de los chilenos es a la baja, siendo la tercera edad y las mujeres el grupo etáreo y sexo que más ahorra en el país. La población casada ahorra en promedio más que la población soltera. Los hogares nacionales ahorran un 8,9% en promedio de su ingreso disponible, por debajo de la media de los países OCDE (11,21%), en su mayoría en una sola institución financiera de su confianza.

### Ahorro a plazo
Excluyendo las cuentas de ahorro individual previsionales para jubilación (capitalización individual), administradas por las administradoras de fondos de pensiones de Chile (AFP), que también son un tipo de ahorro a plazo pero obligatorio, los chilenos ahorran a plazo de manera voluntaria mediante productos que les ofrece la banca y otras instituciones financieras. Según un reporte de la SBIF en 2018, reflejó que los bancos son las instituciones financieras que más administran los ahorros voluntarios (frente a las cooperativas de ahorro y crédito).

### Tarjetas de débito
En 2018, Chile poseía 22,3 millones de tarjetas de débito activas en el país, siendo el servicio bancario más usado a nivel nacional en número de transacciones en el comercio.

### Tarjetas de crédito
En marzo de 2012, se contabilizaban en Chile 5,5 millones de tarjetas de crédito, siendo el Banco Santander Chile, el Banco de Chile y el Banco del Estado de Chile los tres principales organismos emisores de este tipo de tarjetas en el país.

### Pago móvil
Durante los años 2010, comenzó la aparición de los primeros monederos electrónicos en Chile, de los cuales se permiten acceder a una de las modalidades de pago móvil principalmente, a través de la utilización de aplicaciones en teléfonos inteligentes diseñadas por los diferentes bancos que operan en el país. Asimismo, Chile lidera a nivel latinoamericano en el uso de este tipo de teléfonos móviles. En 2016, el BancoEstado lanzó su aplicación «PagoRut» (asociada a la CuentaRut), siendo una de las primeras en el país que permitía el pago y cobro entre teléfonos móviles, generando un código QR para realizar las transacciones. Por otra parte, Chile y Brasil son los dos únicos países latinoamericanos donde se encuentra disponible Google Pay, la opción de pagos de Google.

### Tarjetas de prepago
A fines de los años 2010, comenzaron a aparecer en el país las primeras tarjetas de prepago virtuales de las dos más grandes financieras crediticias internacionales, Visa y Mastercard, con el respaldo de entidades financieras nacionales, como una forma de ampliar el mercado de pagos, especialmente del comercio electrónico, en el cual en muchos de ellos, es indispensable ser el titular de una tarjeta de crédito para poder concretar una transacción comercial. Algunas de ellas fueron habilitadas como un servicio adicional a las aplicaciones de pago móvil de entidades financieras, como Mach (Banco de Crédito e Inversiones), Superdigital (Banco Santander Chile) y Dale! (Coopeuch). Con respecto a empresas internacionales, la compañía Payoneer envía a Chile su tarjeta física de prepago MasterCard, permitiendo hacer compras bajo el sistema de Transbank.

### Créditos hipotecarios
Según el Informe de Endeudamiento de 2020, publicado por la Comisión para el Mercado Financiero, el 22,5% de los deudores chilenos poseía hasta dicho año una deuda de crédito hipotecario, la cual correspondía al 70,2% de la deuda total de los clientes bancarios en Chile.